# Anton Seeling (Bergrat)

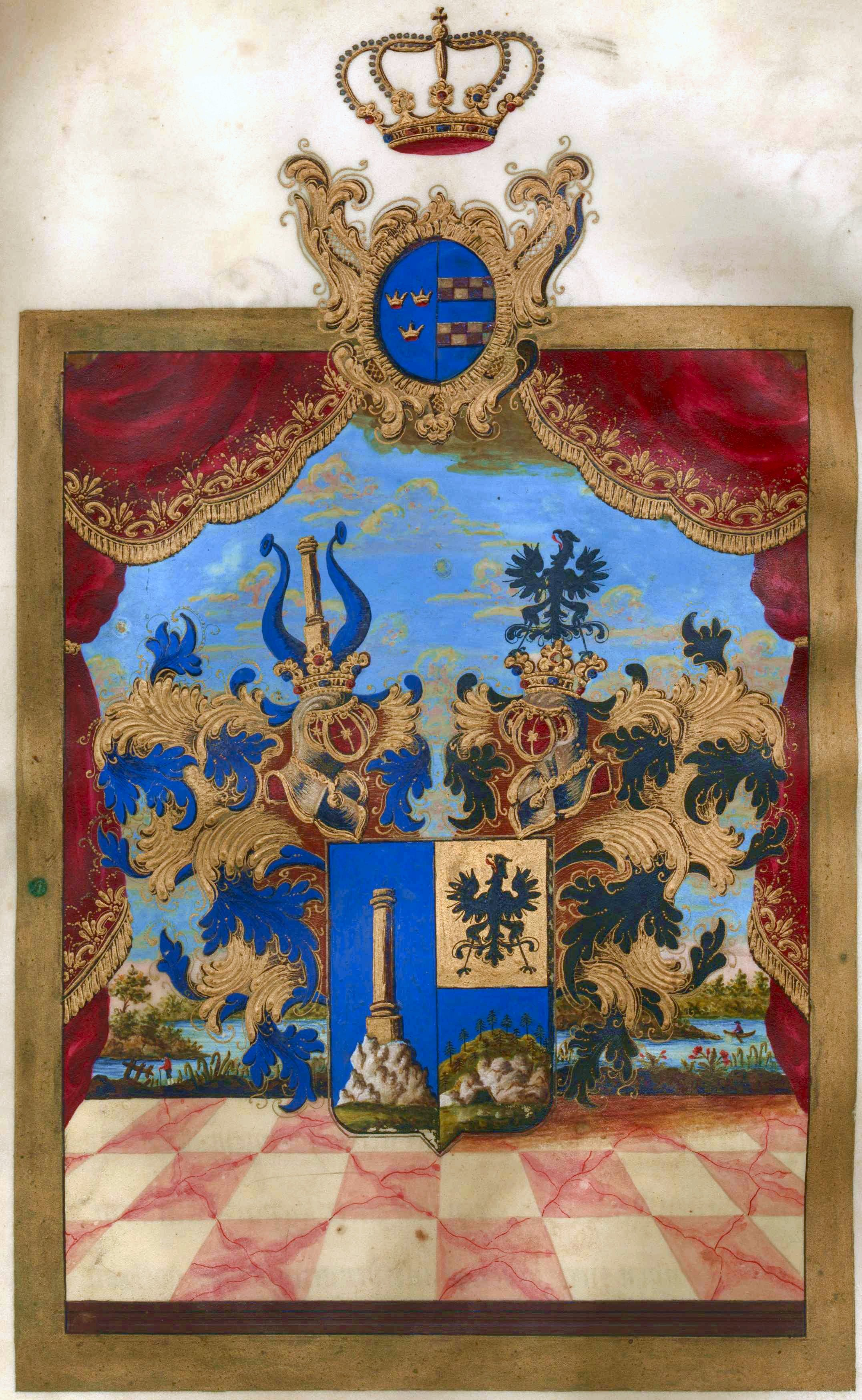
Wappen Seeling von Saulenfels aus Adelsdiplom

Johann Anton Seeling, seit 1807 Ritter von Säulenfels (* 28. Mai 1743 in Platten, Böhmen; † 14. Mai 1822 in Wieliczka, Galizien), war ein österreichischer Bergbeamter und Mineraloge. Er war Oberamtsverwalter und k. k. Bergrat in Schladming und Wieliczka.

## Leben
Er wurde in Platten im Erzgebirge als Sohn des Bürgers und Bäckers Johann Franz Seeling und dessen Ehefrau Maria Anna geb. Lihl geboren und begründete das briefadelige Geschlecht Seeling von Saulenfels. Sein Urgroßvater war der königliche Waldbereiter und Bergmeister Paul Wenzel Seeling. Seit 1768 war Seeling als Erzprobierer, Berggeschworener und Amtsverwalter beim k. k. Bergamt in Schladming tätig. Dort befasste er sich mit der Gewinnung von Braunkohle. Er stellte Versuche an, bei der Verhüttung des Erzes vermischte Braunkohle mit Holzkohle zu verwenden. In Kärnten plante er im Auftrag der Hofkammer den Bau einer Zinkhütte. Im Rahmen seiner Arbeit wurde er 1785 nach Galizien versetzt und war Oberamtmann und Salinenvorsteher am Salzbergwerk von Wieliczka. Für seine Verdienste im Bergwesen erhielt er den Titel k. k. Bergrat und wurde 1807 mit dem Prädikat Ritter von Säulenfels in den erblichen Adelsstand erhoben. Am 9. Mai 1810 besuchte König Friedrich August I. von Sachsen und seine Gemahlin Königin Auguste das Bergwerk. Aus Dankbarkeit erhielt Seeling vom König einen Brilliantring mit Chiffre und seine Arbeiter 250 Dukaten.

## Familie
Am 12. November 1766 heiratete er in Kuttenberg Johanna Dačický von Heslov (* in Kuttenberg; † 31. Juli 1784 in Schladming), die Tochter des Bernhard Dačický von Heslov. Aus der Ehe gingen folgende Kinder hervor:
- Anna Maria Francisca de Paula (* 18. Februar 1768 in Schladming)
- Franciscus de Paula Maria (* 31. März 1770 in Schladming)
- Maria Johanna Barbara (* 24. Januar 1772 in Schladming)
- Antonius Vincentius Maria (* 6. September 1773 in Schladming)
- Josephus Maria (* 11. Februar 1776 in Schladming)
- Johann Nepomuk Josephus Maria (* 3. Februar 1777 in Schladming)
- Vincentius Maria (* 1. Mai 1779 in Schladming)
- Maria Barbara Theresia (* 24. September 1780 in Schladming)
- Maria Elisabetha (* 1. November 1781 in Schladming)
- Jgnaz Franz (* 31. Juli 1784 in Schladming)